# Adriana Kučerová

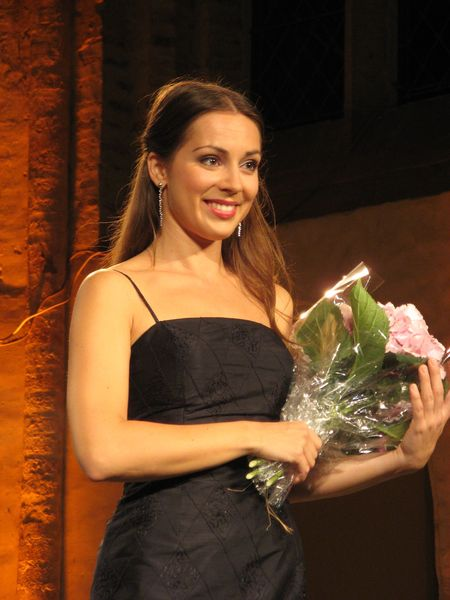
Adriana Kučerová

Adriana Kučerová (* 24. Februar 1976 in Lučenec) ist eine slowakische Opernsängerin (Sopran).

## Leben
Im Alter von 22 Jahren brach sie ihr Lehramts-Studium an der Matej-Bel-Universität Banská Bystrica ab um sich ihrer musikalischen Karriere zu widmen. Sie besuchte das Conservatoire national supérieur de musique et de danse in Lyon und die Academy of Performing Arts in Bratislava. Adriana Kučerová gewann 2001 den Europäischen Jugend-Musikpreis in Hamburg und 2005 an der Wiener Kammeroper den Internationalen Hans-Gabor-Belvedere-Gesangswettbewerb im Bereich Oper. Engagements hatte sie u. a. als Serpetta in La finta giardiniera während der Salzburger Festspiele 2006, in Dido and Aeneas am Teatro alla Scala in Mailand, in L’elisir d’amore und Il barbiere di Siviglia an der Wiener Staatsoper, sowie als Sophie in einer Inszenierung des Werther an der Bayerischen Staatsoper.